# Francis Shurrock
Francis Aubrey Shurrock (* 5. August 1887 in Warrington, Lancashire, England; † 7. Oktober 1977 in Christchurch, Neuseeland) war ein neuseeländischer Bildhauer und Kunstpädagoge englischer Herkunft. Er gilt als eine der prägenden Persönlichkeiten in der Entwicklung der Bildhauerei und der bildhauerischen Ausbildung in Neuseeland im 20. Jahrhundert.

## Leben
Francis Aubrey Shurrock wurde als Sohn von Clementina Letitia Handley und Aubrey Hilsdon Shurrock geboren. Um 1890 zog die Familie nach Tarvin bei Chester, wo der Vater Rektor der örtlichen Grammar School wurde. Francis besuchte Schulen in Tarvin und Chester. Von 1905 bis 1907 war er Schülerlehrer an der Chester School of Art, bevor er 1909 ein Stipendium für das Royal College of Art in London erhielt. Dort schloss er 1913 mit einem Diplom in Bildhauerei und Architektur ab. Er war sportlich aktiv und Kapitän der Fußball- und Cricketmannschaften des Colleges. Im Jahr 1913 erhielt er öffentliches Lob von Auguste Rodin für seine Skulptur Peter, die einen nachdenklichen Jugendlichen darstellt. Während seines Studiums arbeitete er mit dem Architekturbildhauer James Stevenson an Entwürfen für die Umgestaltung des Oxford Circus in London. Von 1914 bis 1915 unterrichtete er Bildhauerei an der King Edward VII School of Art in Newcastle upon Tyne. Während des Ersten Weltkriegs diente er im Prince of Wales’s Own (West Yorkshire Regiment), wurde zweimal verwundet, erlitt eine Gasvergiftung und geriet Anfang 1918 in Kriegsgefangenschaft.
Nach dem Krieg war Shurrock von 1919 bis 1923 Leiter der School of Science and Art in Weston-super-Mare. Aus gesundheitlichen Gründen emigrierte er 1923 nach Neuseeland, wo er im Januar 1924 die Nachfolge von Frederick Gurnsey als Dozent für Modellieren und Kunsthandwerk an der School of Art des Canterbury Colleges in Christchurch antrat. Am 13. November 1925 heiratete er Elizabeth Davidson Hilson. Shurrocks Ankunft an der Schule wurde von Widerständen begleitet, insbesondere seitens des Direktors Richard Wallwork, der die Malerei der Bildhauerei vorzog. Trotz ungünstiger Umstände – ein erheblicher Teil seiner Lehrtätigkeit galt 12- bis 13-jährigen Schülern – engagierte er sich intensiv in der Ausbildung älterer Studierender. Zu seinen Schülern zählten unter anderem Chrystabel Aitken, Jim Allen, Alison Duff, Alan Ingham, Molly Macalister und Fred Staub. Aufgrund seiner Lehrverpflichtungen konnte er nur begrenzt künstlerisch tätig sein; dennoch schuf er insbesondere in den späten 1920er- und 1930er-Jahren zahlreiche Werke. Er stellte bei der Canterbury Society of Arts, der Künstlergruppe The Group, der New Zealand Society of Artists, der Otago Art Society sowie der Royal Academy of Arts in London aus. Zudem war er von 1928 bis 1929 Mitglied im Rat der Canterbury Society of Arts.
Zu seinen wichtigsten öffentlichen Aufträgen zählen das Marmormedaillon von W. F. Massey in Point Halswell bei Wellington (1930) sowie die Bronzestatue von James FitzGerald in Christchurch (1934–1936). Weitere bedeutende Werke sind eine Porträtbüste des Malers Christopher Perkins (1933) sowie Aquarelle, Ölgemälde, Holzschnitte und Linolschnitte, die sich vorwiegend mit Landschaften aus North Canterbury befassen. Francis Shurrock verfasste Beiträge für die Zeitschrift Tomorrow und schrieb regelmäßig für Art in New Zealand. In den 1930er- und 1940er-Jahren hielt er Vorträge und Radiosendungen zu kunstbezogenen Themen. Er war ein begeisterter Volkstanz- und Morris-Tänzer und leitete entsprechende Kurse der Workers’ Educational Association. Während des Zweiten Weltkriegs intensivierte er diese Aktivitäten, da öffentliche Kunstaufträge ausblieben.
1949 ging Francis Shurrock in den Ruhestand, um sich seinem bedeutendsten Werk zu widmen: dem Otago Provincial Centennial Memorial auf dem Signal Hill in Dunedin. Die im Mai 1957 vollendete Anlage, ein Gemeinschaftswerk mit Fred Staub, umfasst zwei große Bronzefiguren mit den Titeln History und The Thread of Life. 1966 kam es zu einem Skandal, als Entwürfe Shurrocks für die Rückseiten der neuen Dezimalmünzen vorzeitig veröffentlicht wurden. Nach Kritik an Gestaltung und Themenwahl – darunter ein Viehtreiber und ein Rugbyspieler – wurde der Auftrag an James Berry vergeben. Shurrocks Ehefrau Elizabeth verstarb am 31. Dezember 1972; das Paar hatte keine Kinder. Danach lebte Shurrock bei einer Verwandten seiner Frau, Elizabeth Kennah Moore, bis zu seinem Tod am 7. Oktober 1977 in Christchurch.
Obwohl sein Werk in der Kunstgeschichtsschreibung häufig übersehen wurde, war Shurrock eine Schlüsselfigur bei der Etablierung der Bildhauerei und der bildhauerischen Lehre in Neuseeland.

## Werk
Francis Shurrocks Werk umfasst realistische Porträts und Bronzeplastiken sowie Arbeiten in Marmor und Stein. Darüber hinaus war er als Druckgrafiker tätig. Seine Bildhauerei zeichnet sich durch technische Feinheit aus und ist von Einflüssen des viktorianischen Symbolismus bis hin zum Art-Deco-Stil geprägt. Zu seinen bedeutenden öffentlichen Arbeiten zählen Medaillons (William F. Massey, 1930, Wellington), Statuen (James FitzGerald, Christchurch, 1934–36) und Büsten (Christopher Perkins, 1933) sowie das Otago Centennial Memorial (Dunedin, 1957). 